# Livov
Livov es un municipio del distrito de Bardejov en la región de Prešov, Eslovaquia, con una población estimada a final del año 2024 de 69 habitantes.
Se encuentra ubicado en el centro-norte de la región, cerca del río Topľa (cuenca hidrográfica del río Tisza) y de la frontera con Polonia.

## Demografía
| Año        | 1994 | 2004    | 2014     | 2024     |
| ---------- | ---- | ------- | -------- | -------- |
| Población  | 108  | 105     | 85       | 69       |
| Diferencia |      | −2,77 % | −19,04 % | −18,82 % |

| Año        | 2023 | 2024    |
| ---------- | ---- | ------- |
| Población  | 68   | 69      |
| Diferencia |      | +1,47 % |